# Meindert DeJong
Meindert De Jong, parfois épelé de Jong, Dejong ou Dejong, né le 4 mars 1906, et mort le 16 juillet 1991, est un écrivain américain d’origine néerlandaise. Il est lauréat en 1962 du prestigieux prix international de littérature jeunesse, le Prix Hans-Christian-Andersen, catégorie Écriture.

## Biographie
De Jong est né dans le village de Wierum, dans la province de Friesland, aux Pays-Bas. Sa famille émigre aux États-Unis en 1914. Meindert fréquente les écoles secondaires néerlandaise calviniste et le Calvin College de Grand Rapids, puis il entre à l’Université de Chicago, dont il ressort sans aucun diplôme.
Il occupe divers emplois pendant la Grande Dépression et commence à écrire des livres pour enfants sur les conseils d’un bibliothécaire local. Son premier livre, The Big Goose and the Little White Duck, est publié en 1938. Il écrit plusieurs autres livres avant de rejoindre l'US Army Air Corps pendant la Seconde Guerre mondiale, servant en Chine.
Après la guerre, il reprend l’écriture, et pendant plusieurs années réside au Mexique. Il retourne un temps au Michigan avant de gagner la Caroline du Nord. Enfin, il passe les dernières années de sa vie dans le Michigan.

## Prix et distinctions
- 1958 : (international) « Honor List »[4], de l' IBBY, pour The House of Sixty Fathers
- 1960 : (international) « Honor List »[4], de l' IBBY, pour Along came a dog
- 1962 : Prix Hans-Christian-Andersen, catégorie Écriture